# 高卢鸟属
高卢鸟属（学名：Gallornis）是种生存于白垩纪的史前鸟翼类。仅有一个已知物种：斯氏高卢鸟（Gallornis straeleni），生存于今法国约讷省的欧塞尔。推测其生存于距今1.4至1.3亿年的贝里亚期至豪特里维期。已知化石材料由一根残破的股骨及一块肱骨碎片组成。